# Rijksbeschermd gezicht Hilversum-Zuid
Gezicht Hilversum-Zuid is een rijkswege beschermd stadsgezicht in Hilversum in de Nederlandse provincie Noord-Holland. De procedure voor aanwijzing werd gestart op 25 juli 2008. Het gebied werd op 19 maart 2015 definitief aangewezen. Het beschermd gezicht beslaat een oppervlakte van 66,4 hectare.
Het gebied Hilversum Zuid ontstond in de periode 1910-1935 volgens de tuinstadgedachte en de ideeën van W.M. Dudok over de beëindiging van Hilversum.
Panden die binnen een beschermd gezicht vallen krijgen niet automatisch de status van beschermd monument. Wel zal de gemeente het bestemmingsplan aanpassen om nieuwe ontwikkelingen in het gebied te reguleren. De gezichtsbescherming richt zich op de stedenbouwkundige en cultuurhistorische waardering van een gebied en wil het toekomstig functioneren daarvan veiligstellen.